# Un dimanche de janvier
Pistes de De l'amour
Des raisons d'espérer Voyageur clandestin (morceau caché)
Un dimanche de janvier est une chanson de Johnny Hallyday, écrite par Jeanne Cherhal et composée par Yodélice, elle clôt l'album De l'amour, sorti le 13 novembre 2015. Son titre évoque les marches républicaines qui ont suivi les attentats en France en ce début d'année.

## Histoire
Janvier 2015, la France est frappée par des attentats islamistes. Le 7 janvier, à Paris une fusillade dans les locaux de Charlie Hebdo fait onze morts, huit membres de la rédactions comptent parmi les victimes. Le 9 janvier, quatre personnes sont abattues durant la prise d'otages du magasin Hyper Cacher de la porte de Vincennes. 
Le 11 janvier 2015, une marche républicaine rassemble plus d'un million et demi de personnes dans la capitale.
La chanson Un dimanche de janvier évoque la marche parisienne et se veut un hommage à tous ces anonymes défilant et aux disparus de la rédaction du journal satirique Charlie Hebdo :
« Pour apaiser la peine, de tout un pays soulevé, venus sans peur et sans haine, ce dimanche de janvier, pour garder en mémoire, nos héros d'encre et de papier, nous étions restés debout jusqu'au soir, ce dimanche de janvier »
 (texte Jeanne Cherhal, extrait)
L'album De l'amour paraît le 13 novembre 2015. Ce soir-là, la France est une nouvelle fois frappée par le terrorisme, faisant cent trente victimes.

Le lendemain, Johnny Hallyday, en concert au Zénith de Strasbourg, dédie la représentation aux victimes des attentats ainsi qu'à leur famille et à leurs proches, avant d'observer avec le public une minute de silence.
Le 27 novembre (jour de l'hommage national aux victimes), l'artiste donne la première de ses trois représentations à Bercy (dans la salle est présent le médecin urgentiste et chroniqueur à Charlie Hebdo, Patrick Pelloux). Ce soir-là, il chante pour la première fois Un dimanche de janvier en public, tandis que le fond de la scène se teinte aux couleurs nationales. Le titre s'achève et alors que Johnny Hallyday accroche au pied d'un micro un drapeau français, s'élève dans la salle une Marseillaise improvisée par le public. Le même rituel est repris par le public au cours des deux autres représentations.

## Janvier 2016, participation à l'hommage fait aux victimes des attentats de 2015 et polémiques
Le dimanche 11 janvier 2016, Johnny Hallyday participe, place de la République, à la commémoration, organisée par la municipalité de Paris, en hommage à toutes les victimes des attentats l'année précédente. Accompagné à la guitare par Yarol Poupaud et Yodelice, il chante Un dimanche de janvier  en présence du Président de la République François Hollande, du premier ministre Manuel Valls, du président du Sénat Gérard Larcher et de la maire de Paris Anne Hidalgo.
Sa participation n'est pas du goût du dessinateur et ancien collaborateur à Charlie Hebdo Siné, argumentant notamment « qu'il n'a rien en commun avec l'esprit de Charlie » et de l'humoriste Stéphane Guillon qui déclare « Ils étaient anti-cléricaux, anti-militaristes, anars, alors les cloches de Notre-Dame ou la légion d'honneur à titre posthume, [...], quant à la participation de Johnny et les Chœurs de l'armée c'est le pompon ».
Le magazine La Lettre de l'Expansion, le 20 janvier, publie que le chanteur aurait touché 30 000 euros pour sa participation à la cérémonie. Affirmation immédiatement démentie par la municipalité, qui précise que le coût de la cérémonie, principalement des dépenses techniques, a été de 17 000 euros, affirmant que « le reste, le déplacement du chanteur notamment, a été réglé par ses soins ou par sa maison de production ». Dans un communiqué, l'avocat du chanteur, maître  Ardavan Amir-Aslani, estime que l'information est « mensongère, particulièrement offensante et blessante pour l’artiste, et indigne compte tenu des circonstances », dément et dénonce « catégoriquement les allégations grotesques publiées récemment dans la presse », affirmant que Johnny Hallyday « n'a perçu aucun cachet pour cette prestation, encore moins la prise en charge de quelconques frais personnels (transport, hébergement, et autres…). »